# Vesprimska županija
Vesprimska županija (mađarski: Veszprém megye) jedna je od 19 mađarskih  županija. Pripada regiji Srednjem Podunavlju. Administrativno središte je Vesprim. Površina županije je 4493 km², a broj stanovnika 373 794. 

## Zemljopisne osobine
Nalazi se u zapadnoj središnjoj Mađarskoj, u regiji Srednjem Podunavlju (Közép-Dunántúl)
Susjedne županije su Đursko-mošonjsko-šopronska i Komoransko-ostrogonska na sjeveru, Željezna na zapadu, Zalska na jugozapadu, Šomođska na jugu i jugoistoku i Bila na istoku. 
Gustoća naseljenosti je 82 stanovnika po četvornom kilometru. 
U Vesprimskoj se županiji nalazi 217 naselja.
Gradovi su: Vesprim, Pápa, Ajka, Várpalota, Tapolca, Balatonfüred, Balatonalmádi, Zirc, Šimeg (Sümeg), Berhida, Devecser, Balatonfűzfő, Herend, Badacsonytomaj

## Upravna organizacija
Hrvatska imena naselja prema ili

### Sela i velika sela
| - Adásztevel - Adorjánháza - Alsóörs - Apácatorna - Aszófő - Ábrahámhegy - Badacsonytördemic - Bakonybél - Bakonyjákó - Bakonykoppány - Bakonynána - Bakonyoszlop - Bakonypölöske - Bakonyság - Bakonyszentiván - Bakonyszentkirály - Bakonyszücs - Bakonytamási - Balatonakali - Balatoncsicsó - Balatonederics - Balatonfőkajár - Balatonhenye - Balatonrendes - Balatonszepezd - Balatonszőlős - Balatonudvari - Balatonvilágos - Barnag - Bazsi - Bánd - Béb - Békás - Bodorfa | - Borszörcsök - Borzavár - Csabrendek - Csajág - Csehbánya - Csesznek - Csetény - Csopak - Csót - Csögle - Dabronc - Dabrony - Dáka - Doba - Döbrönte - Dörgicse - Dudar - Egeralja - Egyházaskesző - Eplény - Farkasgyepű - Felsőörs - Ganna - Gecse - Gic - Gógánfa - Gyepükaján - Gyulakeszi - Hajmáskér - Halimba - Hárskút - Hegyesd - Hegymagas - Hetyefő | - Hidegkút - Homokbödöge - Hosztót - Iszkáz - Jásd - Kamond - Kapolcs - Karakószörcsök - Káptalanfa - Káptalantóti - Kemeneshőgyész - Kemenesszentpéter - Kerta - Kékkút - Királyszentistván - Kisapáti - Kisberzseny - Kiscsősz - Kislőd - Kispirit - Kisszőlős - Kolontár - Köveskál - Kővágóörs - Kup - Külsővat - Küngös - Lesencefalu - Lesenceistvánd - Lesencetomaj - Litér - Lovas - Lovászpatona - Lókút | - Magyargencs - Magyarpolány - Malomsok - Marcalgergelyi - Marcaltő - Márkó - Megyer - Mencshely - Mezőlak - Mihályháza - Mindszentkálla - Monostorapáti - Monoszló - Nagyacsád - Nagyalásony - Nagydém - Nagyesztergár - Nagygyimót - Nagypirit - Nagytevel - Nagyvázsony - Nemesgörzsöny - Nemesgulács - Nemeshany - Nemesszalók - Nemesvita - Nemesvámos - Németbánya - Noszlop - Nóráp - Nyárád - Nyirád - Olaszfalu - Oroszi | - Óbudavár - Öcs - Örvényes - Öskü - Ősi - Paloznak - Papkeszi - Pápadereske - Pápakovácsi - Pápasalamon - Pápateszér - Pécsely - Pénzesgyőr - Pétfürdő - Porva - Pula - Pusztamiske - Raposka - Révfülöp - Rigács - Salföld - Sáska - Somlójenő - Somlószőlős - Somlóvásárhely - Somlóvecse - Sóly - Sümegprága - Szápár - Szentantalfa - Szentbékkálla - Szentgál - Szentimrefalva | - Szentjakabfa - Szentkirályszabadja - Szigliget - Szőc - Tagyon - Takácsi - Taliándörögd - Tés - Tihany - Tótvázsony - Tüskevár - Ugod - Ukk - Uzsa - Úrkút - Vanyola - Vaszar - Várkesző - Városlőd - Vászoly - Veszprémfajsz - Veszprémgalsa - Vid - Vigántpetend - Vilonya - Vinár - Vöröstó - Zalaerdőd - Zalagyömörő - Zalahaláp - Zalameggyes - Zalaszegvár - Zánka |

## Stanovništvo
U županiji živi 373 794 stanovnika (prema popisu 2001.).
- Mađari = 356 394
- Nijemci = 6 102
- Romi, Bajaši = 2 423
- Rumunji = 367
- Ukrajinci 251
- Poljaci 167
- Slovaci = 156
- Hrvati 131
- Grci 110
- ostali

## Vanjske poveznice
- (engleski) Mađarski statistički ured - nacionalni sastav Vesprimske županije 2001.